# Хоррамабад (Саве)
Хоррамабад (перс. خرم اباد) — село в Ірані, у дегестані Таразнагід, в Центральному бахші, шагрестані Саве остану Марказі. За даними перепису 2006 року, його населення становило 33 особи, що проживали у складі 8 сімей.

## Клімат
Середня річна температура становить 18,18°C, середня максимальна – 37,50°C, а середня мінімальна – -3,77°C. Середня річна кількість опадів – 248 мм.
| Клімат поселення                              | Клімат поселення | Клімат поселення | Клімат поселення | Клімат поселення | Клімат поселення | Клімат поселення | Клімат поселення | Клімат поселення | Клімат поселення | Клімат поселення | Клімат поселення | Клімат поселення | Клімат поселення |
| Показник                                      | Січ.             | Лют.             | Бер.             | Квіт.            | Трав.            | Черв.            | Лип.             | Серп.            | Вер.             | Жовт.            | Лист.            | Груд.            |                  |
| Середній максимум, °C                         | 13,74            | 16,30            | 20,27            | 26,88            | 32,20            | 37,02            | 37,50            | 36,14            | 32,20            | 26,08            | 19,68            | 13,53            |                  |
| Середня температура, °C                       | 4,99             | 7,56             | 11,50            | 18,11            | 23,47            | 28,27            | 30,69            | 29,32            | 25,38            | 19,29            | 12,90            | 6,72             |                  |
| Середній мінімум, °C                          | −3,77            | −1,21            | 2,77             | 9,36             | 14,71            | 19,51            | 23,88            | 22,51            | 18,57            | 12,45            | 6,06             | −0,09            |                  |
| Норма опадів, мм                              | 41               | 36               | 40               | 26               | 17               | 3                | 1                | 1                | 2                | 18               | 26               | 37               |                  |
| Середньомісячна швидкість вітру, м/с          | 1.60             | 2.30             | 2.70             | 3.22             | 3.10             | 3.05             | 3.24             | 2.94             | 2.50             | 2.33             | 1.81             | 1.62             |                  |
| Середньомісячна сонячна радіація, кДж/м²·день | 9421             | 12231            | 14773            | 18264            | 22189            | 25995            | 25390            | 23559            | 20102            | 14933            | 11127            | 8898             |                  |
| --------------------------------------------- | ---------------- | ---------------- | ---------------- | ---------------- | ---------------- | ---------------- | ---------------- | ---------------- | ---------------- | ---------------- | ---------------- | ---------------- | ---------------- |
| Джерело:                                      |                  |                  |                  |                  |                  |                  |                  |                  |                  |                  |                  |                  |                  |